# ジョセフ・ウェルナー
ジョセフ・ウェルナー (Joseph Werner、1837年6月25日 - 1922年11月14日) はドイツ出身の作曲家、チェロ奏者、チェロ教師。日本では『チェロ教本(教則本)』(独: Praktische Violoncell-Schule, op.12)で親しまれている。

## 経歴
ドイツヴュルツブルクで生まれ、 1852年にミュンヘンに移る。1867年よりドレスデンでグリュッツマッハーに作曲を学んだ。ミュンヘンでの管弦楽団で活動したほか、ミュンヘン王立音楽院で教鞭をとるなどチェロ奏者の育成にも努めた。

## 作品
ウェルナーはチェロのための教本・練習曲を主に残しているほか、チェロ独奏や合奏のための作品、チェロのための編曲を残している。
練習曲
- チェロ教本(英: Practical Method For Violoncello/ 独: Praktische Violoncell-Schule)(op. 12) [4]
- ボーイングの技術(op. 43) [5]
- 200の音階練習 (op. 53) [6]
- Technical Studies (op. 50)[7]
- 和音の練習(独: Akkord-Studien) (op. 54)[8]
- 高度な技術の12の練習曲(op. 58)[9]

チェロのための作品(独奏とピアノ、2台チェロのデュオ含む)
- カプリースとユモレスク(op. 5)[10]
- 12のカプリース(op. 48)[11]
- Progressive duets for two violoncellos (op. 51)
- Adagio religioso (op. 60) [12]
- ポロネーズ(op. 19)[13]
- シシリエンヌ(op. 20)[14]
- ロマンス(op.32)[15]
- エレジー(4台チェロのため)(op.21) [16]